# Севе (футбольный клуб)
«Севе» (фр. Séwé Football Club) — ивуарийский футбольный клуб из города Сан-Педро. До 2017 года выступал под названием «Севе Спорт» (фр. Séwé Sport de San-Pédro).
Под руководством бизнесмена Эжена Мари Дьоманде клуб трижды подряд побеждал в чемпионате Кот-д’Ивуара (2012, 2012/13 и 2013/14), однако по итогам сезона 2017/18 покинул элитный дивизион. Неудачи команды также связывают с именем Дьоманде: после конфликта 2016 года с Ивуарийской федерацией футбола, он дистанцировался от местных реалий и переехал во Францию, откуда руководил командой в последние годы, не сумев восполнить потерю ключевых фигур, включая культового тренера Жерве Риго. Тем не менее, по состоянию на март 2019 года «Севе» остаётся вторым клубом страны в общеафриканском рейтинге по версии портала Eurotopteams (общее место — 55-е).
Домашние матчи проводит на «Стад Мунисипаль», вмещающем 10 000 зрителей.

## Достижения
- Чемпион Кот-д’Ивуара (3): 2012, 2013, 2014
- Вице-чемпион Кот-д’Ивуара: 2006
- Финалист Кубка Кот-д’Ивуара (3): 1999, 2005, 2012
- Обладатель Суперкубка Кот-д’Ивуара (2): 2006, 2012